# 4730 Xingmingzhou
4730 Xingmingzhou је астероид главног астероидног појаса. Приближан пречник астероида је 25,06 ,
а средња удаљеност астероида од Сунца износи 3,123 астрономских јединица (АЈ).
Инклинација (нагиб) орбите у односу на раван еклиптике је 12,010 степени, а орбитални период износи 2016,705 дана (5,521 година). Ексцентрицитет орбите астероида износи 0,047.
Апсолутна магнитуда астероида износи 11,10 а геометријски албедо 0,102.
Астероид је откривен 7. децембра 1980. године.